# Criminal Court
Criminal Court is een Amerikaanse misdaadfilm uit 1946 onder regie van Robert Wise.

## Verhaal
De jonge advocaat Steve Barnes doodt per ongeluk een crimineel, die eigenaar is van de club waar zijn vriendin Georgia werkt als zangeres. Hij weet zijn sporen uit te wissen, maar Georgia vindt het lijk en wordt beschuldigd van de moord.

## Rolverdeling
| Acteur            | Personage          |
| ----------------- | ------------------ |
| Tom Conway        | Steve Barnes       |
| Martha O'Driscoll | Georgia Gale       |
| June Clayworth    | Joan Mason         |
| Robert Armstrong  | Vic Wright         |
| Addison Richards  | Procureur Gordon   |
| Pat Gleason       | Joe West           |
| Steve Brodie      | Frank Wright       |
| Robert Warwick    | Mijnheer Marquette |
| Phil Warren       | Bill Brannegan     |
| Joe Devlin        | Clark J. Brown     |
| Lee Bonnell       | Gil Lambert        |
| Robert Clarke     | Charlie            |